# Bauta
Bauta är en ort i Kuba.   Den ligger i provinsen Artemisa, i den västra delen av landet, 24 km sydväst om huvudstaden Havanna. Bauta ligger 69 meter över havet och antalet invånare är 45 768.
Terrängen runt Bauta är platt, och sluttar norrut. Runt Bauta är det ganska tätbefolkat, med 230 invånare per kvadratkilometer. Närmaste större samhälle är Boyeros, 15,0 km öster om Bauta. Trakten runt Bauta består till största delen av jordbruksmark.